# Wacken Firefighters

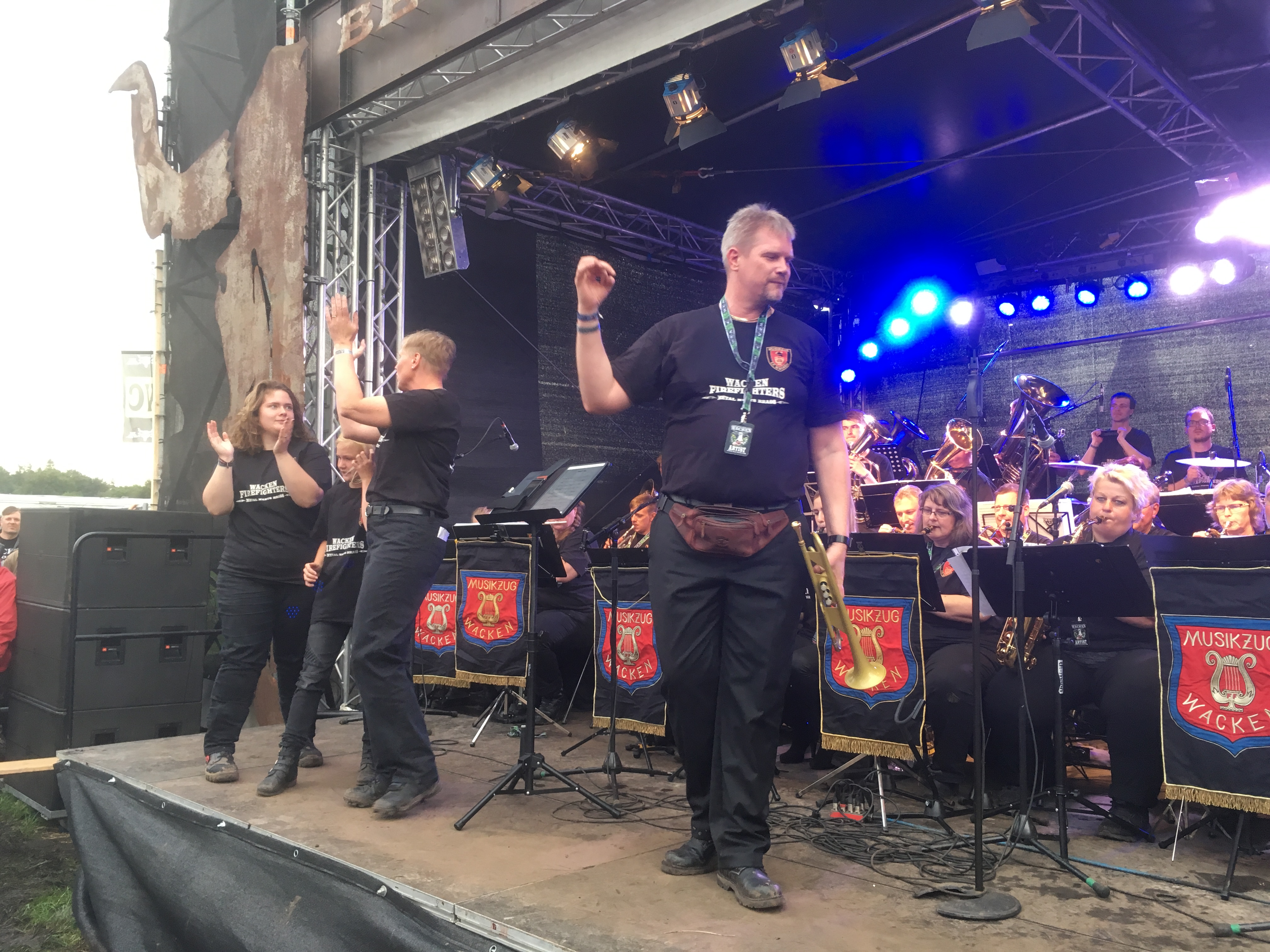
Die Wacken Firefighters beim Wacken Open Air 2016

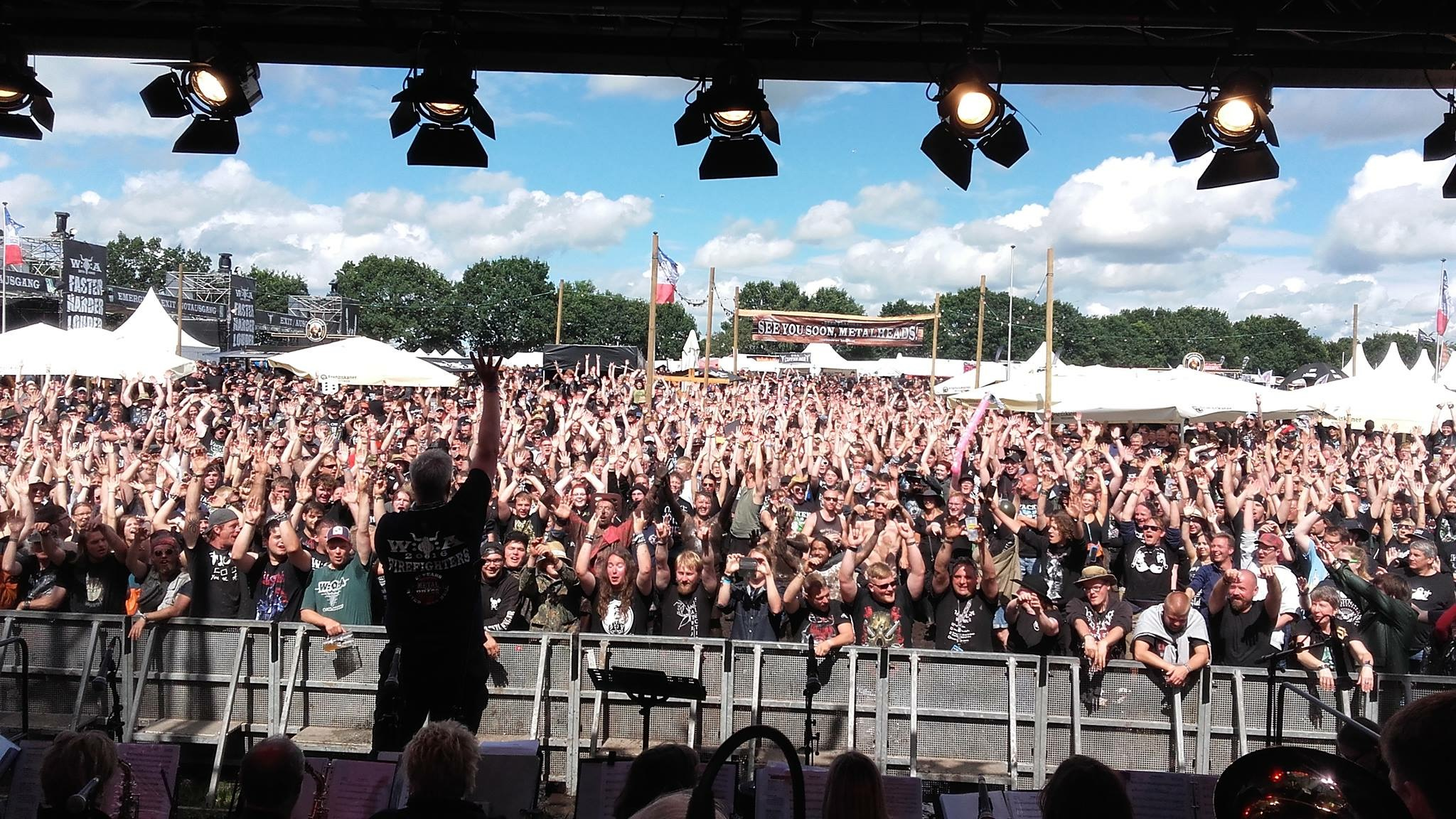
Die Wacken Firefighters beim Wacken Open Air 2016

Wacken Firefighters ist der Name, unter dem der Musikzug der Freiwilligen Feuerwehr Wacken auf dem Wacken Open Air auftritt. Seit dem Jahr 2000 eröffnet die Kapelle das Festival mit einem Konzert unter dem Motto „Metal meets Brass“ vor dem offiziellen Start.
Am 19. November 2022 wurde der Verein „Musikzug Wacken Firefighters e. V.“ gegründet.

## Geschichte
Die Geschichte der Wacken Firefighters lässt sich zurückverfolgen bis auf das Jahr 1900, in dem die Gründung des Musikzugs Wacken erfolgte. Durch den Zweiten Weltkrieg kam der Musikzug fast zum Erliegen und die letzten verbleibenden neun Musiker wollten aus Altersgründen aufhören. Im Jahr 1965 wurde er auf Initiative von Wehrführer Claus Bornholt wieder aufgebaut. Mit Unterstützung des Berufsmusikers Otto Milter und finanzieller Hilfe der Gemeinde Wacken und der Feuerwehr fand am 1. April 1965 der erste Übungsabend nach dem Krieg statt. Leiter des Musikzugs war bis 2011 Volker Vette, der im März 2011 verstarb; musikalischer Leiter und Dirigent ist seit 2007 Hans-Adolf Wieck.
Vom 17. Januar 2014 bis zum 3. August 2022 war Stefan Bumann musikalischer Leiter und Dirigent der Wacken Firefighters. Bereits seit März 2013 hat er die Proben geleitet sowie kommissarisch die Stabführung übernommen.
Am 3. August 2022 übergab Stefan Bumann symbolisch den Dirigentenstab an Torben Kruse. Dieser war bis 2024 der aktive musikalische Leiter. Durch eine familiäre Veränderung konnte er das zeitaufwendige Amt nicht mehr in vollem Umfang ausüben. Daher ist seit 2024 wieder Stefan Bumann der musikalische Leiter und dirigiert die Wacken Firefighters.
Mit der Neugründung des Vereins „Musikzug Wacken Firefighters e. V.“ am 19. November 2022 schafften sich die Musiker eine neue Organisationsstruktur. Die Musiker sind nun sowohl im Musikzug der Freiwilligen Feuerwehr Wacken als auch im Verein „Wacken Firefighters e. V.“ aktiv.

## Aktivitäten
Neben der alljährlichen Eröffnung des Open Air spielte der Musikzug 2005 gemeinsam mit der Band Onkel Tom auf der Hauptbühne des Festivals.
Für einen Auftritt auf dem Wacken Open Air 2010 übten die Firefighters einige Metal-Klassiker ein, die eigens für die Aufführung durch ein Blasorchester umarrangiert wurden.
Zu den Aktivitäten gehören auch Auftritte beim Kölner Rosenmontagszug, an dem sie sich im Verlauf ihrer Geschichte bereits 16-mal beteiligten.

## Medienberichterstattung
Die Wacken Firefighters sind regelmäßig Bestandteil der Medienberichterstattung über das Wacken Open Air: So schreibt Spiegel Online: „Das Feuerwehrorchester stimmt das ‚Schleswig-Holstein-Lied‘ an – und hunderte Langhaarige lassen die Mähnen kreisen. (…) Das Dorf-Feuerwehr-Orchester heißt fürs Festival einfach ‚Wacken Fire Fighters‘, das klingt schon fast wie eine Rock-Kapelle.“
Die Welt meldet: „Der Musikzug der Wackener Feuerwehr, die ‚Wacken Firefighters‘, spielte auf und tausende Metalfans tanzten grölend und schwitzend, mit überschwappenden Bierbechern in den Händen, die halbe Nacht durch. ‚Wacken, Wacken Feuerwehr‘, brüllen die teils halbnackten Fans, während Liedgut wie der ‚Zillertaler Hochzeitsmarsch‘ und ‚Rosamunde‘ zum Besten gegeben wurde.“
Auch in der halbstündigen Reportage des ZDF aus dem Jahre 2008 „Ein Dorf und 100.000 Rockfans“ werden die Wacken Firefighters erwähnt.

## Diskographie
- 1993: Vun de Waterkant na’t Egerland
- 2009: Metal meets Brass – In the Beergarden